# Dicton
 (décembre 2009).
Si vous disposez d'ouvrages ou d'articles de référence ou si vous connaissez des sites web de qualité traitant du thème abordé ici, merci de compléter l'article en donnant les références utiles à sa vérifiabilité et en les liant à la section « Notes et références ».
Un dicton est une expression proverbiale figée, une formule métaphorique ou figurée qui exprime une vérité d'expérience ou un conseil de sagesse pratique et populaire. Le dicton comporte généralement une note humoristique et est souvent régional. Il est à noter que certains dictons (la plupart du temps ancien) peuvent avoir une connotation raciste ou misogyne comme cité ci-dessous dans la catégorie "Dictons sur les humains".

## Terminologie
Le substantif masculin,, « dicton » (prononcé : [diktɔ̃]) est un emprunt, au latin, classique dictum,, (« mot, sentence », ou « chose dite »,), neutre substantivé de dictus, participe passé du verbe dicere (« dire »), avec francisation de la finale -um en -on. Il est attesté au XVe siècle. D'après le Trésor de la langue française informatisé, sa première occurrence se trouve dans La Mer des histoires.

## Dictons météorologiques
Les premiers dictons météorologiques, en lien avec l'agriculture et l'élevage, sont transmis oralement, généralement avec un « bout rimé » comme moyen mnémotechnique.
La tradition a rattaché, depuis le XVe siècle surtout, les dictons météorologiques régionaux aux jours du calendrier et aux pronostications qui sont imprimés en langue vulgaire. Les almanachs, jusqu'alors écrits en latin (et donc accessibles uniquement par les lettrés), reprennent alors ces prévisions météorologiques dans leurs recueils de dictons. Ces almanachs, d'abord régionaux, sont diffusés au niveau national, si bien qu'ils font perdre à la météorologie populaire son caractère régional. Ils inondent l'Europe occidentale jusqu'au XIXe siècle.

## Exemples de dicton

### Dictons sur la météorologie
- Âne qui brait sans fin, Âne qui crie chagrin, Annonce la pluie pour demain[7].
- Mariage pluvieux, mariage heureux.[8]
- Arc-en-ciel du soir fait beau temps prévoir.
- Brume basse, beau temps passe.
- Des feuilles dans les arbres qui tournent le dos au vent annoncent du mauvais temps.
- En avril ne te découvre pas d’un fil. En mai, fais ce qu’il te plaît.
- Le ciel rouge au couchant, annonce la pluie ou le vent.
- Rouge au matin, pluie en chemin ; rouge au soir, beau temps en espoir !
- Si petite pluie veut, elle rend grand vent silencieux.
- Un ciel rose à la fin du jour du beau temps promet le retour.
- Le vent qui souffle sur les Rameaux, ne changera pas de sitôt.
- Après la pluie le beau temps.[9].

### Dictons sur les humains
- L’avenir appartient à ceux qui se lèvent tôt.
- Il est fatigant de se reposer.
- Qui sème le vent récolte la tempête.
- On n'est pas mieux que chez soi.
- On n'est pas le meilleur quand on le croit, mais quand on le sait.
- Je pense donc je suis. (Descartes)
- Être gentil envers les autres c'est les endetter envers vous.
- Il y a une différence entre connaitre le chemin et l'arpenter.
- La culture c'est comme la confiture : moins on en a, plus on l'étale.
- L'argent est une belle femme qui n'aime pas les pauvres.
- Qui vole un œuf vole un bœuf.
- Tel croit avancer qui recule.
- Ce sont toujours les meilleurs qui partent les premiers.
- Toute vie résulte de ce principe qu'est la naissance.
- "Femme au volant, mort au tournant." (Dicton péjoratif datant d'une époque ancienne et dépassée dans laquelle les femmes étaient vues comme des "dangers publics" lorsqu'elles prenaient le volant)

### Dictons sur l'amour
- L'amour est aveugle.
- Aimer ce n'est pas se regarder l'un l'autre, c'est regarder ensemble dans la même direction.  (Antoine de Saint-Exupéry)
- Amour, amour, quand tu nous tiens, on peut bien dire « adieu prudence »  (Jean de La Fontaine - extrait de : Le Lion amoureux)
- Amour, tendresse, douceurs, tels sont les éléments principaux dont Dieu a formé l'âme de la femme; aimer, guérir, consoler, telle est sa destination sur Terre.  (Henri Conscience)
- Ce que l'amour peut faire, l'amour ose le tenter.  (William Shakespeare)
- Ceux qui ne font pas l'amour ont mauvaise conscience et voudraient la coller à ceux qui le font.  (Maurice Chapelan, extrait de : « Amours, amour »)

### Dictons sur l'économie
- On ne rattrape pas un couteau qui tombe. (Ksem Douassi, À propos de l'action Tesla 2019)

- Avoir un clou dans le genou (Ne pas avoir de chance, Mr.Relfou 1984).